# Gildessa

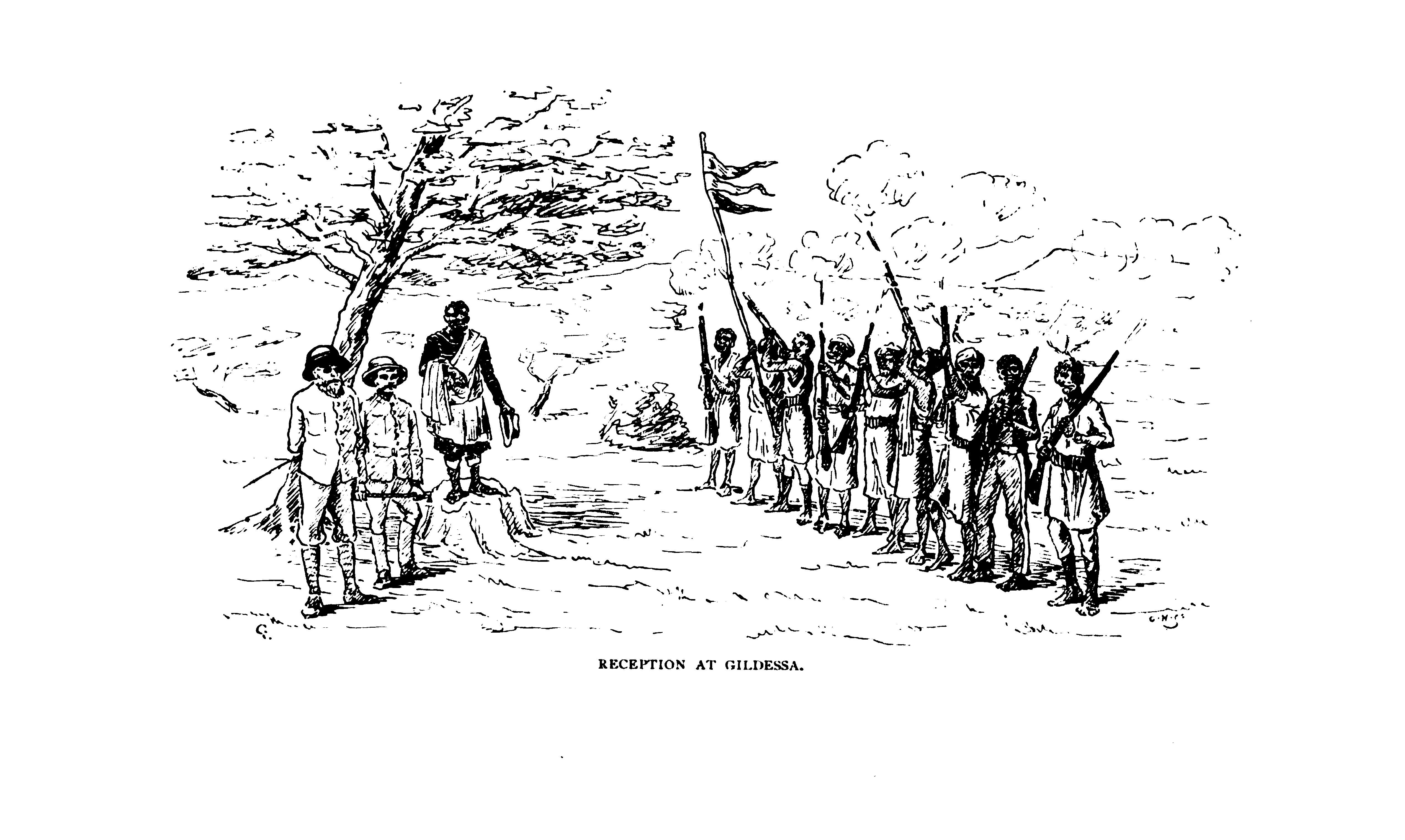
Réception d'une mission anglaise à Gildessa en 1897

Gildessa ou Jaldessa est un village d'Éthiopie dans la région Somali.

## Histoire
Au XIXe siècle, il s'agissait d'une étape importante sur la route commerciale d'Harar à la mer Rouge. L'explorateur Gian Pietro Porro y est assassiné le 9 avril 1886. Jules Borelli lors de son retour de Jimma à Zeila y passe le 5-6 octobre 1888. 